# Evermore
evermore este al nouălea album studio al artistei Taylor Swift. Acesta a fost lansat pe 11 decembrie 2020, fiind un „album-soră” cu al optulea ei album, folklore (iulie 2020), lansat doar cu 5 luni mai devreme. Și acesta a fost anunțat ca o surpriză, cu doar 16 ore înainte de lansare. Acesta a fost creat tot cu ajutorul producătorilor de pe folklore, având și colaborări cu HAIM, The National și Bon Iver. Deși continuă estetica predecesorului, acesta se îndreaptă spre un sunet rock alternative, mai experimental, dar păstrând totuși și elemente indie și folk. Ca și predecesorul acestuia, teme abordate de versuri diferă, fiind inspirate atât din viața personală a lui Taylor, dar și creând personaje cu povești individuale, bogate în elemente vizuale.

## Scrierea și crearea albumului
„Simplu spus, nu ne-am putut opri din a scrie piese. Poetic spus, s-a simțit ca și cum eram la marginea pădurii folkloriene [referire la albumul precedent] și aveam o alegere de luat: să ne întoarcem și să plecăm sau să călătorim mai departe în această muzică. Am ales să călătorim mai adânc. Fără să-mi dau seama, erau deja 17 povești, unele dintre ele fiind intersectate cu altele. Cea în care doi îndrăgostiți au planuri diferite pentru aceeași noapte: unul care voia să termine totul și unul care a adus un inel. Dorothea, a fată care a părăsit un oraș mic pentru visuri în Hollywood, și ce se întâmplă când se întoarce și re-descoperă o flacără veche. Una despre bunica mea, Marjorie, care în mă vizitează uneori...chiar dacă doar în vise.
Nu știu ce va urma. Nu știu ce se va întâmpla cu multe lucruri în aceste timpuri așa că am ținut de singurul lucru care mă conectează cu voi. Lucrul care a făcut asta și o va face mereu este muzica.”—Taylor explicând albumul

## Lista pieselor
| Lista pieselor de pe evermore |                                   |                                             |                                          |         |  |
| Nr.                           | Titlu                             | Autor(i)                                    | Producător(i)                            | Lungime |  |
| 1.                            | „willow”                          | Taylor Swift • Aaron Dessner                | A. Dessner                               | 3:35    |  |
| 2.                            | „champange problems”              | Swift • William Bowery                      | A. Dessner • Swift                       | 4:04    |  |
| 3.                            | „gold rush”                       | Swift • Jack Antonoff                       | Antonoff • Swift                         | 3:05    |  |
| 4.                            | „'tis the damn season”            | Swift • A. Dessner                          | A. Dessner                               | 3:50    |  |
| 5.                            | „tolerate it”                     | Swift • A. Dessner                          | A. Dessner                               | 4:05    |  |
| 6.                            | „no body, no crime (ft. HAIM)”    | Swift                                       | A. Dessner • Swift                       | 3:36    |  |
| 7.                            | „happiness”                       | Swift • A. Dessner                          | A. Dessner                               | 5:15    |  |
| 8.                            | „dorothea”                        | Swift • A. Dessner                          | A. Dessner                               | 3:46    |  |
| 9.                            | „coney island (ft. The National)” | Swift • Bowery • A. Dessner • Bryce Dessner | A. Dessner • B. Dessner                  | 4:35    |  |
| 10.                           | „ivy”                             | Swift • Antonoff • A. Dessner               | A. Dessner                               | 4:20    |  |
| 11.                           | „cowboy like me”                  | Swift • Dessner                             | A. Dessner                               | 4:35    |  |
| 12.                           | „long story short”                | Swift • Dessner                             | A. Dessner                               | 3:36    |  |
| 13.                           | „marjorie”                        | Swift • Dessner                             | A. Dessner                               | 4:18    |  |
| 14.                           | „closure”                         | Swift • A. Dessner                          | A. Dessner • BJ Burton • James McAlister | 3:01    |  |
| 15.                           | „evermore (ft. Bon Iver)”         | Swift • Bowery • Justin Vernon              | A. Dessner • Swift                       | 5:04    |  |
| Lungime totală:               | Lungime totală:                   | Lungime totală:                             | Lungime totală:                          | 60:38   |  |

| Piesa bonus pe versiunea „deluxe” a albumului |                           |         |  |
| Nr.                                           | Titlu                     | Lungime |  |
| 16.                                           | „right where you left me” |         |  |
| 17.                                           | „it's time to go”         |         |  |